# (10808) Digerrojr
(10808) Digerrojr (1993 FT5) – planetoida z grupy pasa głównego asteroid okrążająca Słońce w ciągu 5,35 lat w średniej odległości 3,06 j.a. Odkryta 17 marca 1993 roku.